# Tschingis Suleimanowitsch Labasanow
Tschingis Suleimanowitsch Labasanow (russisch Чингиз Сулейманович Лабазанов; * 18. April 1991) ist ein russischer Ringer tschetschenischer Herkunft. Er wurde 2014 Weltmeister in der Gewichtsklasse bis 71 kg Körpergewicht.

## Werdegang
Tschingis Labasanow begann als Jugendlicher im Rostower Gebiet mit dem Ringen. Auch sein um vier Jahre älterer Bruder Ibragim ist ein russischer Spitzenringer. Tschingis Labasanow konzentriert sich dabei auf den griechisch-römischen Stil und lebt und trainiert nunmehr in St. Petersburg. Seine Trainer waren bzw. sind Abumuslim Duguschijew, Rustam Mambetow und Gasimeli Gasimow. Bei einer Größe von 1,72 Metern, wiegt er ca. 75 kg und startete bis 2013 im Leichtgewicht und seit 1. Januar 2014 in der neu geschaffenen Gewichtsklasse bis 71 kg Körpergewicht.
Seine erste Teilnahme an einer internationalen Meisterschaft war die bei der Junioren-Europameisterschaft 2008 (Cadets) in Daugavpils. Er gewann dort in der Gewichtsklasse bis 63 kg vor Jaraslau Kardasch, Belarus und Dominik Etlinger aus Kroatien. 2009 belegte er bei der russischen Juniorenmeisterschaft Leichtgewicht den 3. Platz. 2010 wurde er bei der Junioren-Weltmeisterschaft in Budapest im Leichtgewicht eingesetzt und holte sich dort den Titel vor Dominik Etlinger, Ellise Coleman aus den Vereinigten Staaten und Rəsul Çunayev aus Aserbaidschan. 2011 verteidigte er diesen Titel bei der Junioren-Weltmeisterschaft in Bukarest. Er siegte dort vor Ion Luchiță aus Moldawien, Ellise Coleman und Rəsul Çunayev.
Nach dem altersbedingten Übergang zu den Senioren benötigte zwei Jahre, um sich in Russland auch in dieser Altersgruppe gegen die enorm starke Konkurrenz durchzusetzen. Im Januar 2014 siegte er beim renommierten Iwan-Poddubny-Memorial in Tjumen in der neu geschaffenen Gewichtsklasse bis 71 kg vor seinen Landsleuten Abujasid Manzigow, Adel Sadikow und Sergei Zacharikow. Er stand dann im Februar 2014 in der russischen Mannschaft, die beim Mannschafts-Welt-Cup in Teheran an den Start ging. Im Finale dieses Welt-Cups standen sich schließlich Russland und der Iran gegenüber. Dieses Finale wurde vom Iran mit 6:2-Siegen gewonnen. Tschingis Labasanow unterlag dabei in seinem Kampf gegen Saeid Mourad Abdvali nach Punkten. Er wurde dann auch bei der Europameisterschaft in Vantaa/Finnland eingesetzt. Dort siegte er über Manuchar Tschadaia, Georgien, Mathias Maasch, Deutschland und Sharur Wardanjan, Schweden, unterlag dann gegen Tamás Lőrincz aus Ungarn und gegen Aljaksandr Dsemjanowitsch, Belarus. Er belegte damit den 5. Platz.
Kurz danach wurde er erstmals russischer Meister in der Gewichtsklasse bis 71 kg und verwies dabei so erfahrene Ringer wie Juri Denissow und Ambako Watschadse auf die Plätze. Mit viel Selbstvertrauen fuhr er deshalb im September 2014 zur Weltmeisterschaft nach Taschkent. Er konnte dort voll überzeugen und wurde Weltmeister vor Yunus Özel, Türkei, Rəsul Çunayev und Afshin Bjabangard, Iran.
Im Februar 2015 stand er in Teheran zusammen mit Juri Denisow in der Gewichtsklasse bis 71 kg in der russischen Mannschaft, die hinter Aserbaidschan den 2. Platz belegte. Danach wechselte er in die Gewichtsklasse bis 75 kg und wurde in dieser Gewichtsklasse bei den 1. Europäischen Spielen in Baku eingesetzt. Er besiegte dort Martin Szabó aus Ungarn und Ewerik Nikoghosjan aus Frankreich, unterlag dann gegen Elwin Mursalijew aus Aserbaidschan und sicherte sich in der Trostrunde mit Siegen über Ionel Pușcașu, Rumänien und Surab Datunaschwili aus Georgien eine Bronzemedaille. Bei der Weltmeisterschaft 2015 in Las Vegas kam er nicht zum Einsatz.
Im Januar 2016 sorgte Tschingis Labasanow beim "Iwan-Poddubny"-Turnier in Tjumen für eine Überraschung, als er in der Gewichtsklasse bis 75 kg im Finale den amtierenden Weltmeister Roman Wlassow besiegte. Bei der Europameisterschaft 2016 in Riga konnte er aber nicht überzeugen. In der Gewichtsklasse bis 75 kg siegte er dort zunächst gegen Arkadiusz Kulinicz, Polen, verlor aber dann gegen Elvin Mürsəliyev aus Aserbaidschan. Da dieser das Finale nicht erreichte, schied er aus und kam nur auf den 11. Platz. Bei der russischen Meisterschaft 2016 belegte er in der Gewichtsklasse bis 75 kg hinter Iljas Magomadow und vor Alexander Tschechirkin den 2. Platz. Bei den Olympischen Spielen 2016 in Rio de Janeiro kam in seiner Gewichtsklasse Roman Wlassow zum Einsatz, der dort auch die Goldmedaille gewann.
Im Januar 2017 siegte Tschingis Labasanow beim "Iwan-Poddubny"-Memorial in Moskau in der Gewichtsklasse bis 75 kg vor Alexander Tschechirkin und wurde daraufhin im Mai 2017 bei der Europameisterschaft in Novi Sad in dieser Gewichtsklasse eingesetzt. Er kam dort zu drei Siegen und traf im Finale auf den als "Bulgaren" auftauchenden Ägypter Tarek Mohamed Abdelslam Sheble Mohamed, gegen den er nach Punkten unterlag.
2018 kam Tschingis Labasanow nur bei der Militär-Weltmeisterschaft in Moskau in der Gewichtsklasse bis 77 kg zum Einsatz. Im Finale unterlag er dort gegen den Aserbaidschaner Həsən Əliyev.

## Internationale Erfolge
| Jahr | Platz | Wettkampf                                        | Gewichtsklasse | Ergebnisse |
| 2008 | 1.    | Junioren-EM (Cadets) in Daugavpils               | bis 63 kg      | vor Jaraslau Kardasch, Belarus, Dominik Etlinger, Kroatien und Hakan Doğan, Türkei |
| 2010 | 1.    | Junioren-WM in Budapest                          | Leicht         | vor Dominik Etlinger, Ellise Coleman, USA und Rəsul Çunayev, Aserbaidschan |
| 2011 | 1.    | Junioren-WM in Bukarest                          | Leicht         | vor Ion Luchiță, Moldawien, Ellise Coleman und Rəsul Çunayev |
| 2011 | 5.    | Vantaa Painicup                                  | Leicht         | hinter Armen Wardanjan, Ukraine, Tero Välimäki, Finnland, Ibrahim Nasser Abdel Baki, Ägypten und Juri Denissow, Russland                                                                           |
| 2012 | 7.    | Golden-Grand-Prix in Istanbul                    | Leicht         | Sieger: Refik Ayvazoğlu, Türkei vor Ali Esmaeil Mohammadi, Iran |
| 2013 | 26.   | Iwan-Poddubny-Memorial in Tjumen                 | Welter         | Sieger: Roman Wlassow vor Alexander Tschechirkin, beide Russland |
| 2013 | 3.    | Vantaa Painicup                                  | Welter         | hinter Ruslan Issakow, Russland und Valtteri Moisio, Finnland |
| 2013 | 3.    | Haparanda-Cup                                    | Welter         | hinter Robert Rosengren, Schweden und Ruslan Issakow |
| 2014 | 1.    | Iwan-Poddubny-Memorial in Tjumen                 | bis 71 kg      | vor Abujasid Manzigow, Adel Sadikow und Sergei Zacharikow, alle Russland |
| 2014 | 16.   | Vehbi-Emre-Memorial in Istanbul                  | bis 71 kg      | Sieger: Rəsul Çunayev vor Mindia Sulukidse, Georgien |
| 2014 | 2.    | Ljubomir-Ivanovic-Gedza-International in Belgrad | bis 71 kg      | hinter Aleksandar Maksimović, Serbien, vor Andrej Pikusa, Belarus und Thomas Sobecky, Tschechien                                                                                                   |
| 2014 | 5.    | EM in Vantaa/Finnland                            | bis 71 kg      | nach Siegen über Manuchar Tschadaia, Georgien, Mathias Maasch, Deutschland und Sharur Wardanjan, Schweden und Niederlagen gegen Tamás Lőrincz, Ungarn und Aljaksandr Dsemjanowitsch, Belarus       |
| 2014 | 1.    | WM in Taschkent                                  | bis 71 kg      | vor Yunus Özel, Türkei, Rəsul Çunayev und Afshin Bjabangard, Iran |
| 2015 | 2.    | Ljubomir-Ivanovic-Gedza-International in Belgrad | bis 75 kg      | hinter Péter Bácsi, Ungarn, vor Manuchar Tschadaia, Georgien und Martin Szabó, Ungarn |
| 2015 | 3.    | Europaspiele 2015/Ringen in Baku                 | bis 75 kg      | nach Siegen über Martin Szabó und Ewrik Nikioghosjan, Frankreich, einer Niederlage gegen Elvin Mürsəliyev, Aserbaidschan und Siegen über Ionel Pușcașu, Rumänien und Surab Datunaschwili, Georgien |
| 2016 | 1.    | "Iwan-Poddubny"-Turnier in Tjumen                | bis 75 kg      | vor Roman Wlassow, Islam Magomedow und Bilan Nalgijew, alle Russland |
| 2016 | 11.   | EM in Riga                                       | bis 75 kg      | nach einem Sieg über Arkadiusz Kulinicz, Polen und einer Niederlage gegen Elvin Mürsəliyev, Aserbaidschan                                                                                          |
| 2017 | 1.    | "Iwan-Poddubny"-Memorial in Moskau               | bis 75 kg      | vor Alexander Tschechirkin, Antonio Kamenjasevic, Kroatien und Dimitri Petaikin, Russland |
| 2017 | 2.    | EM in Novi Sad                                   | bis 75 kg      | nach Siegen über George-Vlad Mariea, Rumänien, Kasbek Kilow, Belarus und Ruhin Michailow, Aserbaidschan und einer Niederlage gegen Tarek Mohamed Abdelslam Sheble Mohamed, Bulgarien               |
| 2017 | 5.    | "Wladyslaw-Pytlasinski"-Memorial in Warschau     | bis 75 kg      | hinter Alexander Tschechirkin, Kasbek Kilow, Juri Denisow, Russland und Tamas Lörincz, Ungarn |
| 2017 | 2.    | Haparanda-Cup                                    | bis 75 kg      | hinter Ruslan Isakow, vor Dimitri Dschojew, beide Russland und P?etter Karlsen, Norwegen |
| 2018 | 5.    | "Iwan-Poddubny"-Memorial in Moskau               | bis 77 kg      | hinter Roman Wlassow, Ruslan Rsakow, Islam Opijew und Ruslan Wardanjan, alle Russland |
| 2018 | 2.    | Militär-WM in Moskau                             | bis 77 kg      | hinter Həsən Əliyev, Aserbaidschan, vor Maksat Jereschepow, Kasachstan und Tero Halmesmäki, Finnland                                                                                               |
| 2018 | 1.    | "Arvo-Haavisto"-Cup in Ilmajoki                  | bis 77 kg      | vor Pat Smith, USA, Niko Erkkola, Finnland und Anders Kure, Norwegen |

## Russische Meisterschaften
| Jahr | Platz | Altersgruppe | Gewichtsklasse | Ergebnisse                                                              |
| 2009 | 3.    | Junioren     | Leicht         | hinter Migran Arutjunjan und Rawil Galejew                              |
| 2011 | 2.    | Junioren     | Leicht         | hinter Magomed Tschuchalow                                              |
| 2014 | 1.    | Senioren     | bis 71 kg      | vor Juri Denissow, Ambako Watschadse und Narek Grigorjan                |
| 2015 | 1.    | Senioren     | bis 75 kg      | vor Alexander Tschechirkin, Islam Magomedow und Bilan Nalgijew          |
| 2016 | 2.    | Senioren     | bis 75 kg      | hinter Iljas Magomadow, vor Alexander Tschechirkin und Irakli Kalandija |
| 2019 | 3.    | Senioren     | bis 72 kg      | hinter Abujasid Manzigow und Adam Kurak, gemeinsam mit Magomed Jarbilow |

Erläuterungen
- alle Wettkämpfe im griechisch-römischen Stil
- WM = Weltmeisterschaft, EM = Europameisterschaft
- Leichtgewicht, Gewichtsklasse bis 66 kg, Weltergewicht, bis 74 kg Körpergewicht (bis 31. Dezember 2013); seit 1. Januar 2014 gilt eine neue Gewichtsklasseneinteilung durch den Ringer-Weltverband FILA (jetzt UWW)